# Lithobius proximus
Lithobius proximus är en mångfotingart som beskrevs av Sseliwanoff 1880. Lithobius proximus ingår i släktet Lithobius och familjen stenkrypare. Inga underarter finns listade i Catalogue of Life.